# Incidente no Golfo de Sidra (1989)
O Segundo Incidente no Golfo de Sidra ocorreu em 4 de janeiro de 1989, quando dois F-14 Tomcats da Marinha dos Estados Unidos  abateram dois MiG-23 Floggers líbios que apareceram numa tentativa de atacá-los, como tinha acontecido oito anos antes, no Primeiro Incidente no Golfo de Sidra, em 1981.

## Antecedentes
A tensão entre os dois países surgiu a partir da ação unilateral da Líbia estender o limite de suas águas territoriais com a declaração de 19 de outubro de 1973 e posteriormente declarar uma "linha da morte", cuja travessia convidava a uma resposta militar. A crise entre os dois países, que já durava anos, aguçou novamente quando os Estados Unidos acusou a Líbia de construir uma usina para a fabricação de armas químicas em Rabta, provocando o envio do porta-aviões USS John F. Kennedy (CV-67) perto de sua costa, enquanto um segundo grupo de batalha composto pelo USS Theodore Roosevelt (CVN-71) também estava sendo preparado para ser implantado no Golfo de Sidra.

## Incidente
Na manhã do dia 4 de janeiro de 1989, o grupo de batalha do USS John F. Kennedy (CV-67) a cerca de 130 km ao norte da Líbia com uma patrulha do A-6 Intruder, escoltado por dois pares de F-14As do VF-14 e VF-32, e, assim como um E-2C do VCM-126, estava em exercício ao largo de Creta.
Às 11h50 horas da manhã, depois de algum tempo em patrulha, o E-2 informou aos tripulantes do F-14 da descolagem de quatro MiG-23 líbios (código da OTAN: Flogger) do aeródromo de Al Bumbaw. Os F-14 de VF-32 voltaram-se para os primeiros dois MiG-23s (Floggers) a cerca de 50 km à frente do segundo par e os alcançou no radar, enquanto os Tomcats de VF-14 ficaram com o grupo A-6.  Quando os protagonistas só estavam separados por 115 km, os aviões estadunidenses se viraram para demonstrar que não estavam buscando um confronto, mas foram seguidos pelos MiG. O F-14 desceu de 3 000 pés para seguir o avião líbio em seu radar. O líder do Tomcat, então, ordenou a sua equipe para armar os mísseis AIM-9 Sidewinder e AIM-7 Sparrow, os quais estavam equipados. O E-2 lhes deu permissão para atirar o mais rapidamente possível, a fim de não deixar a vantagem de abrir fogo para os líbios. Assim, os dois MiGs foram derrubados, apesar de dois mísseis Sparrow perdidos. Apesar do fato dos pilotos líbios terem ejetado com sucesso, as forças líbias não vieram em seu socorro.